# Vlnitá lepenka

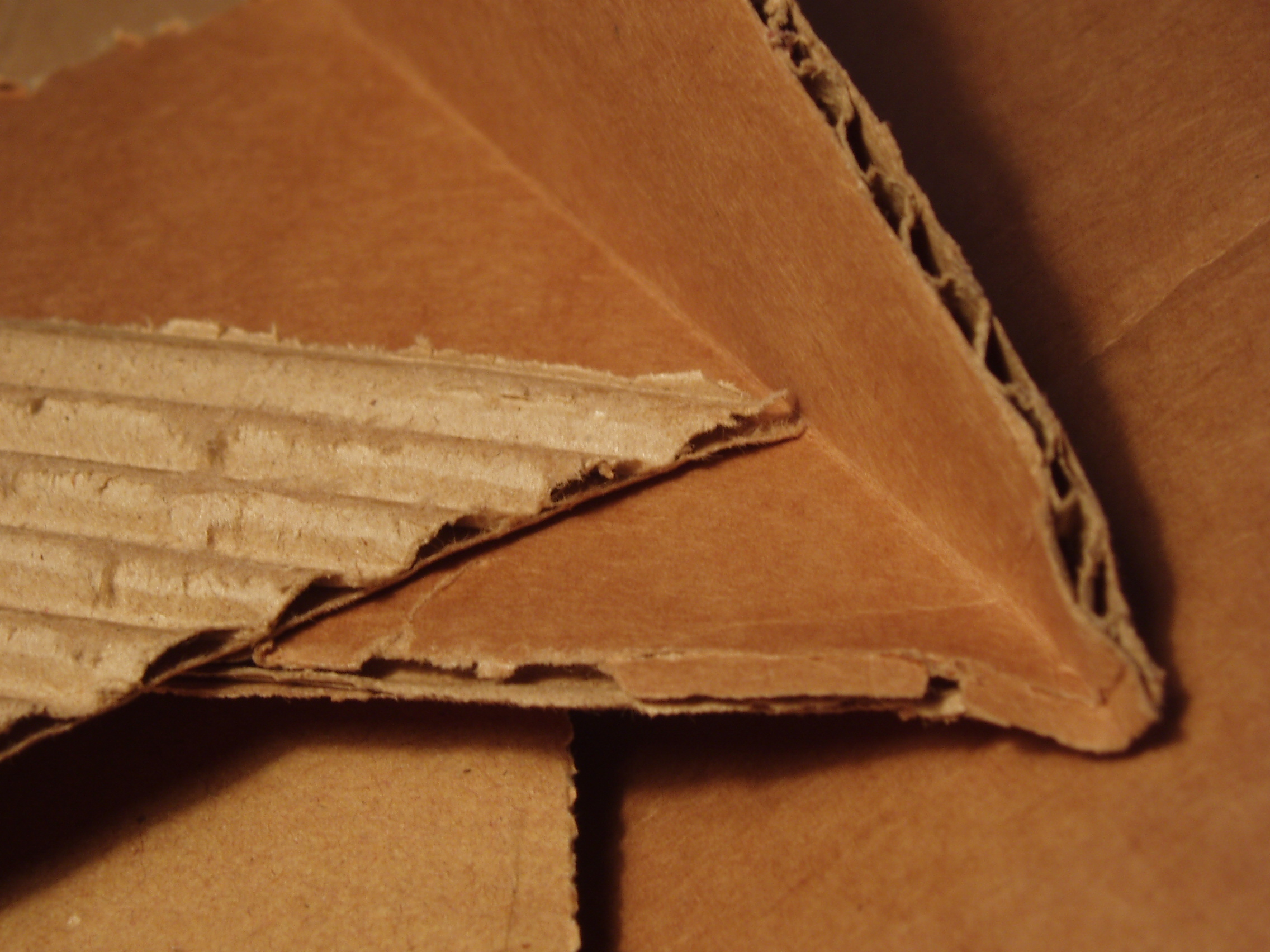
Vlnitá lepenka

Vlnitá lepenka je papírový materiál skládající se nejméně z jedné vrstvy zvlněného papíru a nejméně jedné vrstvy hladkého papíru.
Vlnitá lepenka je někdy označována jako vlnitý karton, ačkoli kartonem může být označován každý těžší papír s vyšším obsahem buničiny.
Plastový materiál s obdobným využitím se nazývá plastkarton nebo kartonplast. Vyrábí se obvykle z polypropylenu (PP) nebo polyethylenu (HDPE), lépe odolává vlhkosti a chemikáliím.
Jiným druhem obalového materiálu je papírová voština a voštinová deska, u níž je vnitřní vrstva tvořena papírovou voštinou polepenou z obou stran vrstvou hladkého papíru.

## Terminologie
Dvouvrstvá vlnitá lepenka (2VVL) je slepena právě z jedné zvlněné a jedné hladké vrstvy, je proto ohebná v jednom směru. Používá se například jako výplňový materiál při balení válcových předmětů. Obvykle se dodává v rolích.
Třívrstvá vlnitá lepenka (3VVL) - na vlnitou vrstvu je z obou stran nalepena hladká vrstva, na rozdíl od dvojvrstvé lepenky je tuhá. Je široce využívána především při výrobě klopových krabic a dalších jednorázových obalů (např. krabice na pizzu). Dodává se buď v deskách, nebo rovnou ve formě výseků, ze kterých se skládají krabice.
Pětivrstvá a sedmivrstvá vlnitá lepenka (5VVL a 7VVL) je mechanicky výrazně odolnější, používá se pro balení větších a těžších předmětů. Obvykle se kombinují vrstvy s různou hustotou a tloušťkou vln.
V zahraničí se někdy používá jiné značení:
- Single face board - dvouvrstvá vlnitá lepenka
- Single wall board - třívrstvá vlnitá lepenka
- Double wall board - pětivrstvá vlnitá lepenka

## Historie
Vlnitý papír (nazývaný také skládaný) byl patentován v Anglii v roce 1856, kde se používal jako vložka pro vysoké klobouky. Vlnitý karton ale nebyl patentován ani využíván jako přepravní materiál až do 20. prosince roku 1871. Patent byl vydán Albertu Jonesovi z New York City pro dvouvrstvou vlnitou lepenku. Jones používal vlnitou lepenku pro balení lahví a pro skleněné komínky luceren. První stroj na výrobu velkého množství vlnité lepenky byl sestaven v roce 1874 G. Smythem, ještě v tom samém roce Oliver Long vylepšil Jonesův stroj tak, že začal vyrábět 3-vrstvou lepenku, tedy lepenku z obou stran uzavřenou hladkou vrstvou. Vynalezl tak vlnitou lepenku, která je známá v moderní době.
Skot Robert Gair vynalezl nařezané kartonové krabice v roce 1890 – ploché kusy vyráběné ve velkém lze složit do tvaru krabic. Gairův vynález vznikl jako výsledek nehody: byl to brooklynský tiskař a výrobce papírových pytlů. Jednoho dne během tištění pytlů na osivo, kovové pravítko, běžně používané k ohýbáním pytlů, se posunulo a uřízlo je. Gair objevil, že řezáním a ohýbáním během jednoho procesu může začít vyrábět prefabrikované kartonové krabice. Použitím této myšlenky vlnité kartonáže bylo velice urychleno vyvinutí tohoto materiálu, který byl následně k dispozici hned zpočátku 20. století.
Kartonové krabice byly původně používány pro balení skla a keramiky. Později, v polovině 50. let, toto balení umožnilo převoz ovoce z farem k obchodníkům bez pomačkání, díky čemuž se producentům ovoce otevřely dveře k exportu zboží.

## Použité materiály
Vlnitá i hladká část lepenky jsou vyrobeny z bednové lepenky, materiál podobný papíru s tloušťkou více než 0,25 mm. 

## Výroba vlnité lepenky
Vlnitá lepenka se vyrábí ve velice přesných výrobních linkách, které běžně vyrábí rychlostí cca 2,5 m/s i více vlnité lepenky. Tyto stroje (korugátory) se postupem času staly velice složité, s cílem vyhnout se běžným problémům při výrobě vlnité lepenky, jako je např. zkroucení.
V klasickém stroji na výrobu vlnité lepenky je papír změkčován pomocí vysokotlaké páry. Poté, co je zformována, je následně vysušena. Následně je čerstvě zformovaný karton zespoda zahříván pomocí horkých desek. Pak je lepenka zatížena na pásu.
Vlnitá část lepenky běžně váží cca 90 g/m2. U dvouvrstvé lepenky je vše zahřáto, navlhčeno a zformováno do vlnité podoby na ozubených kolech. Poté se tato vlnitá část spojí s hladkou vrstvou pomocí škrobového lepidla pro vytvoření dvouvrstvé lepenky. U 3vrstvé lepenky je ještě přidána hladká vrstva z druhé strany vlnité vrstvy.
Běžné velikosti vlny se označují jako A", "B", "C", "E" a "F" nebo mikrovlna. Písmena neodpovídají velikosti vln, ale pořadí, v jakém byly jednotlivé typy vyvinuty. Typy vlny prozrazují počet vln, nicméně u různých výrobců se může počet mírně lišit. Měření počtu vln je spolehlivější metodou, než měření tloušťky desky, která se v důsledku výrobních podmínek může měnit. Nejčastěji používaná velikost je typ „C“.
| Typ vlny | Počet vln na 1 metr | Tloušťka vlny (mm) |
| -------- | ------------------- | ------------------ |
| A vlna   | 108 +/− 10          | 4.8                |
| B vlna   | 154 +/− 10          | 3.2                |
| C vlna   | 128 +/− 10          | 4.0                |
| E vlna   | 295 +/− 13          | 1.6                |
| F vlna   | 420 +/− 13          | 0.8                |

Vlnitá lepenka může být specifikována podle konstrukce (dvouvrstvá, třívrstvá, pětivrstvá atd.), velikosti vln, odolnosti hran vůči promáčknutí, odolnosti plochy vůči promáčknutí, hmotnosti materiálu, podle povrchové úpravy a nátěru atd.
Výběr velikosti vlny, lepidla a hladké vrstvy lze upravovat tak, že dokáží vyhovět velice širokému spektru využití. Pěti- a sedmivrstvá lepenka se vyrábí kvůli vysoké odolnosti při stohování a odolnosti vůči propíchnutí.

## Tvar krabice
Tvar krabic je uzpůsoben tak, aby odolal nástrahám během přepravy (nárazy, vibrace, vlhkost, komprese atd.) a také potřebám obchodníků a spotřebitelů.
Nejběžnější jsou klopové krabice, kdy se podélné delší klopy setkají uprostřed krabice, klopy z kratších strany doprostřed nedosahují.
Spoj krabic může být buď lepený, nebo sešitý pomocí kovových spon. Krabice se dodávají rozložené. Zákazník je musí složit. Uzavření se provádí pomocí lepicí pásky, vázací pásky apod.
Typy krabic jsou v Evropě obvykle definovány na základě čtyřmístného číselného kódu, který byl specifikován podle FEFCO.

## Výroba krabic
Výroba krabic může probíhat na stejných linkách, jako vlnitá lepenka. Zde probíhá i ořezání krabice. Případně mohou být krabice poslány na jiné zařízení, kde jsou upraveny. Přitlačením je zajištěno kontrolované a přesné ohnutí klop krabic.

## Recyklace
Starý karton je skvělým zdrojem papírové lepenky. Může být komprimován a balíkován, aby se snížily náklady na přepravu. Balíky jsou vhozeny do velké kádě s horkou vodou, kde je karton očištěn a zpracován. Dužnina suspenze se poté používá k výrobě nového papíru nebo vláken.
Většina cizích materiálů (provázky, pásky atd.) jsou v této kádi odstraněny. Kovové spony mohou být odloučeny nebo odstraněny pomocí magnetu. Odstraněno je i lepidlo. Složitější je odstranění voskového povlaku na krabicích, nebo jiných lepivých částí.
Drtiče vlnité lepenky jsou nyní dobře dostupné. Recyklovaná vlnitá lepenka pomáhá zemím bez udržitelných zdrojů dřeva, aby zajistily dostatek papíru z vlastní produkce.